# Ісадченко Володимир Олександрович
Володи́мир Олекса́ндрович Іса́дченко (29 вересня 1994, Липецьке, Одеська область — 29 травня 2014, Кам'янка, Харківська область) — старший солдат строкової служби Національної гвардії України. Учасник російсько-української війни.

## Життєпис
Народився у селі Липецьке на Одещині. Після закінчення 9 класів Липецької школи вступив до Одеського залізничного технікуму, де 2012 року здобув професію електрослюсаря. Закінчив курси водіїв у м. Подільськ (на той час — Котовськ).
В травні 2013 року прийшов до військкомату, тому що вважав строкову військову службу своїм громадянським обов'язком. Служив на посаді стрільця 2-го відділення 2-ї патрульної роти 1-го патрульного батальйону Дніпропетровського 16-го полку охорони громадського порядку Центрального оперативно-територіального об'єднання Національної гвардії України (у 2013 році — Внутрішні війська МВС України). Вже за три місяці служби отримав військове звання старшого солдата.
Під час російської збройної агресії брав участь в антитерористичній операції на Сході України, супроводжував вантажі в зону проведення АТО.
29 травня 2014 року військовослужбовці Дніпропетровського полку повертались до пункту тимчасової дислокації в місто Ізюм після доставки харчів та інших вантажів на блокпости під Слов'янськом. Цим же транспортом після служби на блокпостах поверталися українські бійці. Близько 16:00 поблизу села Кам'янка, за 20 км від Ізюма, терористи на легковому автомобілі ВАЗ-2110 наздогнали колону й обстріляли КАМАЗ полку з автоматів і підствольного гранатомета. Внаслідок обстрілу старший солдат Володимир Ісадченко загинув на місці, ще двоє бійців, 19-річний Сергій Пашков і 21-річний Роман Угравецький, зазнали поранень.
31 травня Володимира поховали у рідному селі. Залишилися батьки, Олена Володимирівна та Олександр Павлович, та молодша сестра Ольга.

## Нагороди та вшанування пам'яті
20 червня 2014 року — за особисту мужність і героїзм, виявлені у захисті державного суверенітету та територіальної цілісності України, вірність військовій присязі, відзначений — нагороджений орденом «За мужність» III ступеня (посмертно).
Наказом командувача НГУ за мужність, відвагу, виявлені під час виконання військового обов'язку, старший солдат Володимир Ісадченко навічно зарахований до лав Дніпропетровського полку охорони громадського порядку. У казармі військової частини йому встановлено меморіальну дошку.
В центрі рідного села Липецького за підтримки голови сільської ради, підприємців та багатьох мешканців села встановили пам'ятник, на честь Володимира, по дорозі до Подільська його батьки викопали колодязь, а односельці мікрорайону «Могила» також встановили пам'ятник.